# Agency for Science, Technology and Research
Agency for Science, Technology and Research (Agencja ds. Nauki, Technologii i Badań; skrótowo: A*STAR) - agencja rządowa Republiki Singapuru zajmująca się wspieraniem rozwoju zaawansowanych technologii. Powstała w 2002 r.

## Podmioty
W obrębie A*STAR działają następujące podmioty:
- Rada Badań Biomedycznych (The Biomedical Research Council (BMRC))
- Rada Badań Naukowych i Inżynieryjnych (The Science and Engineering Research Council (SERC))
- Agencyjna Akademia Absolwentów (The A*STAR Graduate Academy (A*GA))
- Exploit Technologies Pte Ltd (ETPL)- zarządzający prawami własności intelektualnej należącymi do singapurskich jednostek badawczych oraz wspomagający transfer technologii opracowanych przez te jednostki do zastosowania ich w przemyśle

Agencja nadzoruje 14 instytutów badawczych oraz siedem konsorcjów i centrów badawczych zlokalizowanych w Biopolis i Fusionopolis oraz ich bezpośrednim sąsiedztwie.